# Germana Esperanto-Biblioteko
La Germana Esperanto-Biblioteko (o Biblioteca Tedesca di Esperanto) è una biblioteca riservata unicamente a libri scritti in lingua esperanto, attiva dal 1908, e che dal 1989 ha sede presso la biblioteca civica della città di Aalen, nel Baden-Württemberg, in Germania. È la biblioteca ufficiale del Germana Esperanto-Instituto, e vi lavorano sei membri del gruppo esperantista di Aalen (Esperanto-Grupo Alena).
Sul finire del 2009 constava di 51 540 unità bibliografiche, fra cui 22 000 libri e 2 402 testate di periodici. L'entità del patrimonio librario la rende una delle più ricche biblioteche di esperanto oggi esistenti.
L'attuale direttore è Utho Maier, che è succeduto ad Adolf Burkhardt, deceduto nel 2004 dopo aver gestito la biblioteca per lungo tempo. Dal 1989 il segretario è Karl Heinz Schaeffer.

## Galleria d'immagini

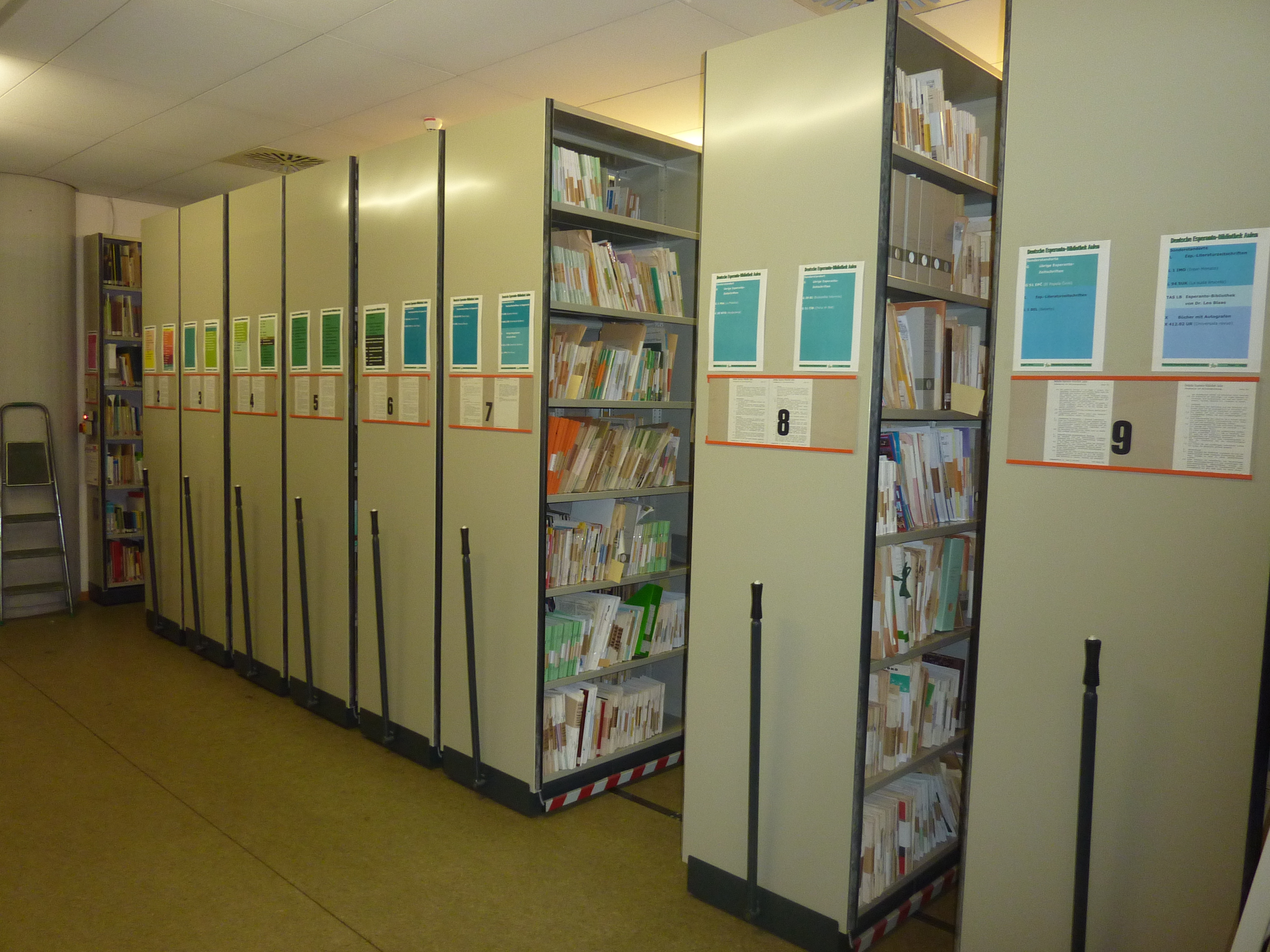
Le scaffalature della Germana Esperanto-Biblioteko ad Aalen.
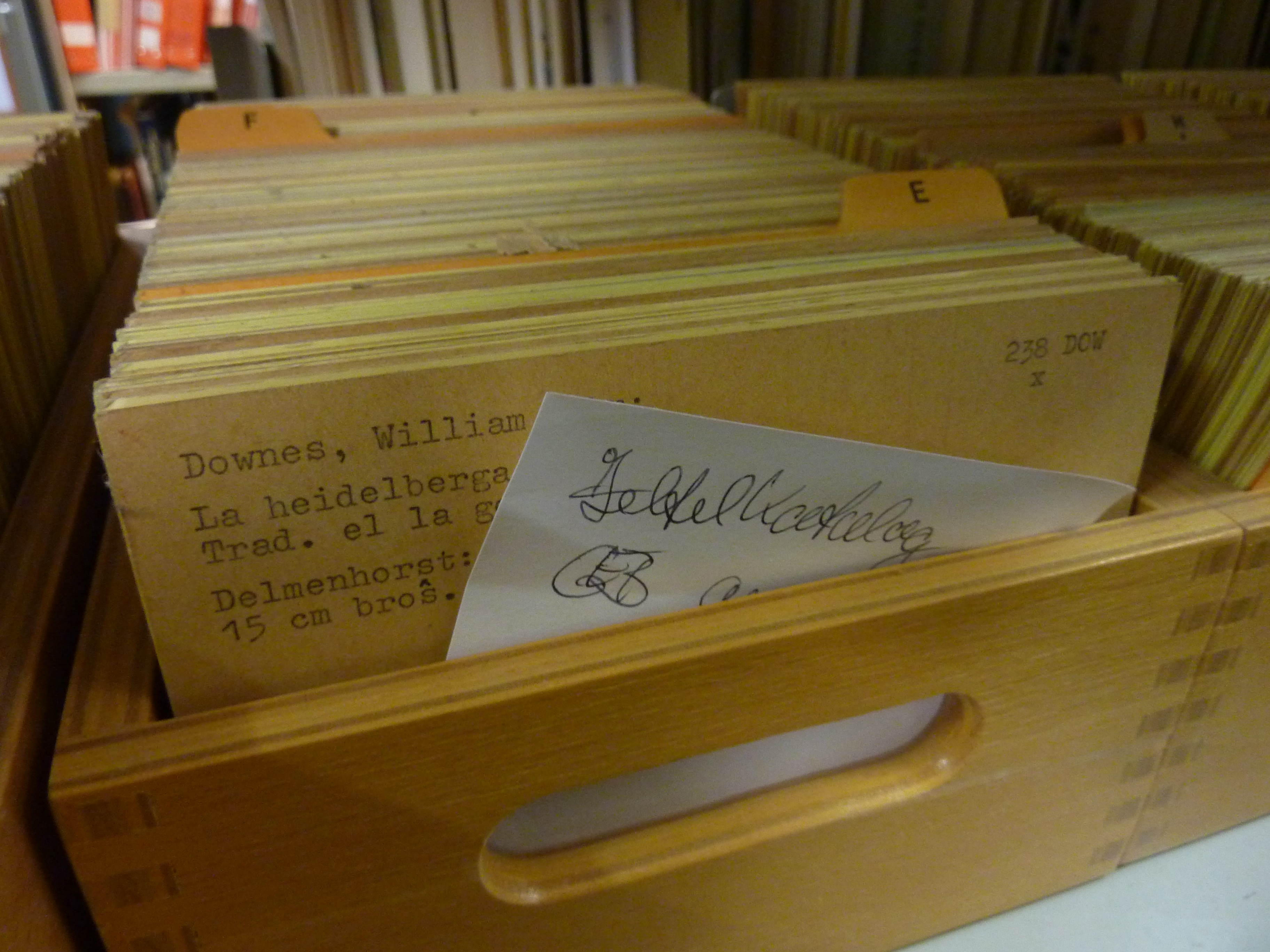
Il vecchio catalogo cartaceo, alla base dell'attuale catalogo informatico.
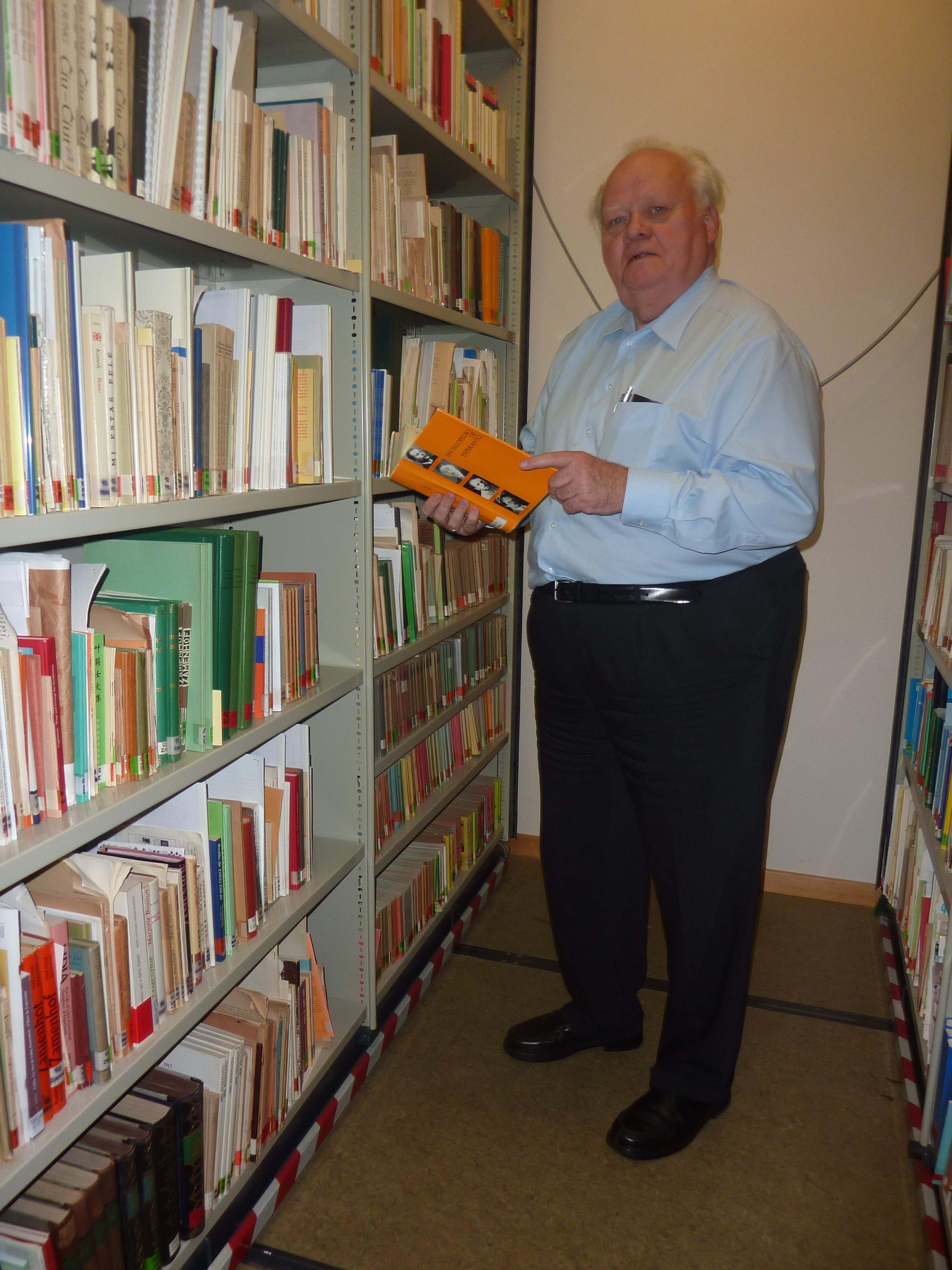
Karl Heinz Schaeffer nella biblioteca (2010).